# PGC 55660
LEDA/PGC 55660 ist eine irreguläre Galaxie vom Hubble-Typ Im im Sternbild Serpens nördlich der Ekliptik, die schätzungsweise 86 Millionen Lichtjahre von der Milchstraße entfernt ist. Gemeinsam mit drei weiteren Galaxien gilt sie als Mitglied der NGC 5970-Gruppe (LGG 401).